# Relația fundamentală a termodinamicii
În termodinamică relația fundamentala a termodinamicii se referă la patru ecuații fundamentale, care arată cum patru mărimi termodinamice importante depind de variabile care pot fi observate și măsurate experimental. Astfel, ele sunt în esență ecuații de stare și, folosind ecuațiile fundamentale, datele experimentale pot fi folosite pentru a determina mărimi căutate precum G (energie liberă Gibbs) sau H (entalpie). Relația este în general exprimată ca o modificare la scară microscopică a energiei interne în funcție de modificări microscopice ale entropiei și volumului la un sistem termodinamic închis în echilibru termic în felul următor:
{\displaystyle \mathrm {d} U=T\,\mathrm {d} S-p\,\mathrm {d} V}
unde U este energia internă, T este temperatura absolută, S este entropia, p este presiunea iar V este volumul.
Aceasta este una dintre expresiile relației termodinamice fundamentale. Ea poate fi exprimată și în alte moduri, folosind diferite variabile (de exemplu, folosind potențialele termodinamice). De exemplu, relația fundamentală poate fi exprimată în funcție de entalpia H sub forma
{\displaystyle \mathrm {d} H=T\,\mathrm {d} S+V\,\mathrm {d} p,}
în funcție de energia liberă Helmholtz F sub forma
{\displaystyle \mathrm {d} F=-S\,\mathrm {d} T-p\,\mathrm {d} V\,}
și în funcție de entalpia liberă Gibbs G sub forma
{\displaystyle \mathrm {d} G=-S\,\mathrm {d} T+V\,\mathrm {d} p\,}.

## Princpiile întâi și al doilea al termodinamicii
Principiul întâi al termodinamicii afirmă că:
{\displaystyle \mathrm {d} U=\delta Q-\delta L\,}
unde {\displaystyle \delta Q} și {\displaystyle \delta L} sunt mărimi infinitezimale ale căldurii primite de sistem din mediul înconjurător, respectiv lucrul mecanic efectuat de sistem asupra mediului înconjurător.
Corespunzător principiului al doilea al termodinamicii, pentru procese reversibile:
{\displaystyle \mathrm {d} S={\frac {\delta Q}{T}}}
Deoarece:
{\displaystyle \delta Q=T\,\mathrm {d} S}
substituind asta în primul principiu se obține:
{\displaystyle \mathrm {d} U=T\,\mathrm {d} S-\delta L}
Fie {\displaystyle \delta L} un lucru mecanic reversibil efectuat de sistem asupra împrejurimilor,
{\displaystyle \delta L=p\mathrm {d} V}
Se obține:
{\displaystyle \mathrm {d} U=T\,\mathrm {d} S-p\,\mathrm {d} V}
Această ecuație a fost obținută pentru cazul modificărilor reversibile. Totuși, deoarece U, S și V sunt funcții de stare termodinamice care depind doar de stările inițiale și finale ale unui proces termodinamic, relația de mai sus este valabilă și pentru modificări ireversibile. În cazul în care compoziția, adică cantitățile {\displaystyle n_{i}} ale componentelor chimice, într-un sistem cu temperatură și presiune uniforme se poate modifica și ea, de exemplu datorită unei reacții chimice, relația termodinamică fundamentală se generalizează la:
{\displaystyle \mathrm {d} U=T\,\mathrm {d} S-p\,\mathrm {d} V\ +\sum _{i}\mu _{i}\,\mathrm {d} n_{i}}
unde {\displaystyle \mu _{i}} sunt potențialele chimice corespunzătoare particulelor de tip {\displaystyle i}.
Dacă sistemul are mai mulți parametri externi decât doar volumul care se poate modifica, relația termodinamică fundamentală se generalizează la:
{\displaystyle \mathrm {d} U=T\,\mathrm {d} S+\sum _{j}X_{j}\,\mathrm {d} x_{j}+\sum _{i}\mu _{i}\,\mathrm {d} n_{i}}
unde {\displaystyle X_{j}} sunt forțele generalizate corespunzătoare parametrilor externi {\displaystyle x_{j}}. (Semnul negativ folosit cu presiunea este neobișnuit și apare deoarece presiunea reprezintă o solicitare de comprimare care tinde să scadă volumul. Alte forțe generalizate au tendința de a crește deplasările lor conjugate.)

## Relația cu mecanica statistică
Relația termodinamică fundamentală și principiile mecanicii statistice pot fi deduse unele din altele.

### Deducerea din principiile mecanicii statistice
Relația obținută mai sus se bazează pe primul și al doilea principiu al termodinamicii. Primul principiu este în esență o definiție a căldurii, adică căldură este modificarea energiei interne a unui sistem care nu este cauzată de o modificare a parametrilor externi ai sistemului. Însă al doilea principiu al termodinamicii nu este o definiție a entropiei. Definiția fundamentală a entropiei unui sistem izolat care conține o cantitate de energie {\displaystyle E} este:
{\displaystyle S=k\log \left[\Omega \left(E\right)\right]}
unde {\displaystyle \Omega \left(E\right)} este numărul de stări cuantice într-un interval mic între {\displaystyle E} și {\displaystyle E+\delta E.} Aici {\displaystyle \delta E} este un interval de energie mic din punct de vedere macroscopic, care este menținut fix. Strict vorbind, aceasta înseamnă că entropia depinde de alegerea {\displaystyle \delta E}. Totuși, în limita termodinamică (adică în limita dimensiunii infinit de mare a sistemului), entropia masică (entropia pe unitatea de masă) nu depinde de {\displaystyle \delta E}. Entropia este astfel o măsură a incertitudinii cu privire la starea cuantică exactă în care se află sistemul, având în vedere că știm că energia lui se află într-un interval de mărime {\displaystyle \delta E}.
Deducerea relației termodinamice fundamentale din primele principii echivalează astfel cu a demonstra că definiția de mai sus a entropiei implică faptul că pentru procesele reversibile:
{\displaystyle dS={\frac {\delta Q}{T}}}
Ipoteza fundamentală a mecanicii statistice este că toate stările {\displaystyle \Omega \left(E\right)} la o anumită energie sunt la fel de probabile. Acest lucru permite definirea tuturor mărimilor termodinamice de interes. Temperatura este definită drept:
{\displaystyle {\frac {1}{kT}}\equiv \beta \equiv {\frac {d\log \left[\Omega \left(E\right)\right]}{dE}}}
Această definiție poate fi dedusă din ansamblul microcanonic⁠(d), care este un sistem format dintr-un număr constant de particule, un volum constant și care nu face schimb de energie cu mediul său înconjurător. Presupunând că sistemul are un parametru extern, x, care poate fi modificat, în general, energia stărilor proprii ale sistemului va depinde de x. Conform teoremei adiabatice⁠(d) a mecanicii cuantice, în limita unei modificări infinit de lente a hamiltonianului sistemului, sistemul va rămâne în aceeași stare proprie de energie și astfel își va modifica energia în funcție de modificarea energiei stării proprii de energie a sa.
Forța generalizată, X, corespunzătoare parametrului extern x este definită astfel încât {\displaystyle Xdx} este lucrul mecanic efectuat de sistem când x creșrecu cantitatea dx. De exemplu, dacă x este volumul, atunci X este presiunea. Forța generalizată pentru un sistem cunoscut că este în starea proprie de energie {\displaystyle E_{r}} este dată de:
{\displaystyle X=-{\frac {dE_{r}}{dx}}}
Deoarece sistemul poate fi în orice stare proprie de energie într-un interval de {\displaystyle \delta E}, forța generalizată pentru sistem este definită ca fiind valoarea așteptată a expresiei de mai sus:
{\displaystyle X=-\left\langle {\frac {dE_{r}}{dx}}\right\rangle }
Pentru a evalua media, se partiționează stările proprii de energie {\displaystyle \Omega (E)} numărând câte dintre ele au o valoare pentru {\displaystyle {\frac {dE_{r}}{dx}}} într-un interval cuprins între {\displaystyle Y} și {\displaystyle Y+\delta Y}. Apelând acest număr {\displaystyle \Omega _{Y}(E),}, există:
{\displaystyle \Omega (E)=\sum _{Y}\Omega _{Y}(E)}
Acum, media care definește forța generalizată poate fi scrisă:
{\displaystyle X=-{\frac {1}{\Omega (E)}}\sum _{Y}Y\Omega _{Y}(E)}
Asta se poate lega de derivata entropiei în funcție de x la energie constantă E după cum urmează. Presupunând că se schimbă x în x + dx, {\displaystyle \Omega (E)} se va schimba deoarece stările proprii de energie depind de x, ceea ce face ca stările proprii de energie să se deplaseze în sau în afara intervalului dintre {\displaystyle E} și {\displaystyle >E+\delta E}. Când stările proprii de energie pentru care {\displaystyle {\frac {dE_{r}}{dx}}} se află în intervalul dintre {\displaystyle Y} și {\displaystyle Y+\delta Y,} aceste stări proprii de energie cresc în energie cu Y dx. Toate aceste stări proprii de energie care se află în intervalul cuprins între E −Y dx și E se mută de la sub E deasupra lui E. Sunt un număr de 
{\displaystyle N_{Y}(E)={\frac {\Omega _{Y}(E)}{\delta E}}Y\,dx}
astfel de stări proprii de energie. Dacă {\displaystyle Ydx\leq q\delta E}, toate aceste stări proprii de energie se vor muta în intervalul dintre {\displaystyle E} și {\displaystyle E+\delta E} și vor contribui la o creștere în {\displaystyle \Omega }. Numărul de stări proprii de energie care se deplasează de sub {\displaystyle E+\delta E} deasupra lui {\displaystyle E+\delta E} este, desigur, dat de {\displaystyle N_{Y}(E+\delta E)}. Diferența
{\displaystyle N_{Y}(E)-N_{Y}(E+\delta E)}
este astfel contribuția netă la creșterea {\displaystyle \Omega }. De reținut că dacă Y dx este mai mare decât {\displaystyle \delta E}, vor exista stări proprii de energie care se deplasează de sub {\displaystyle E} deasupra lui {\displaystyle E+\delta E}. Ele sunt numărate atât în {\displaystyle N_{Y}(E)}, cât și în {\displaystyle N_{Y}(E+\delta E)}, prin urmare expresia de mai sus este valabilă și în acest caz.
Exprimând expresia de mai sus ca derivată în funcție de E și sumând peste Y se obține expresia:
{\displaystyle \left({\frac {\partial \Omega }{\partial x}}\right)_{E}=-\sum _{Y}Y\left({\frac {\partial \Omega _{Y}}{\partial E}}\right)_{x}=\left({\frac {\partial (\Omega X)}{\partial E}}\right)_{x}}
Derivata logaritmică a lui {\displaystyle \Omega } în funcție de x este dată de:
{\displaystyle \left({\frac {\partial \log \left(\Omega \right)}{\partial x}}\right)_{E}=\beta X+\left({\frac {\partial X}{\partial E}}\right)_{x}}
Primul termen este intensiv, adică nu se scalează în funcție de dimensiunea sistemului, iar al doilea se scalează invers cu mărimea sistemului și astfel dispare la limita termodinamică. Se constată astfel că:
{\displaystyle \left({\frac {\partial S}{\partial x}}\right)_{E}={\frac {X}{T}}}
Combinând asta cu
{\displaystyle \left({\frac {\partial S}{\partial E}}\right)_{x}={\frac {1}{T}}\,}
se obține
{\displaystyle dS=\left({\frac {\partial S}{\partial E}}\right)_{x}\,dE+\left({\frac {\partial S}{\partial x}}\right)_{E}\,dx={\frac {dE}{T}}+{\frac {X}{T}}\,dx}
care poate fi scrisă
{\displaystyle dE=T\,dS-X\,dx}

### Deducerea principiilor mecanicii statistice din relația fundamentală a termodinamicii
S-a arătat că relația termodinamică fundamentală împreună cu următoarele trei postulate
1. Funcția densității probabilității este proporțională cu o anumită funcție a parametrilor ansamblului și a variabilelor aleatoare.
2. Funcțiile termodinamice de stare sunt descrise prin medii ale ansamblului variabilelor aleatoare.
3. Entropia definită de formula entropiei statistice Gibbs se potrivește cu entropia definită în termodinamica clasică.

sunt suficiente pentru a elabora teoria mecanici statistice fără postulatul probabilității egale a priori.
De exemplu, pentru a deduce distribuția Boltzmann⁠(d), se presupune că densitatea de probabilitate a microstării i satisface {\textstyle \Pr(i)\propto f(E_{i},T)}. Factorul de normalizare (funcția de partiție) este așadar
{\displaystyle Z=\sum _{i}f(E_{i},T)}
Entropia este deci data de
{\displaystyle S=k_{B}\sum _{i}{\frac {f(E_{i},T)}{Z}}\log \left({\frac {f(E_{i},T)}{Z}}\right)}
Dacă temperatura T se modifică cu dT menținând constant volumul sistemului, modificarea entropiei este
{\displaystyle dS=\left({\frac {\partial S}{\partial T}}\right)_{V}dT}
unde
{\displaystyle \left({\frac {\partial S}{\partial T}}\right)_{V}=-k_{B}\sum _{i}{\frac {Z\cdot {\frac {\partial f(E_{i},T)}{\partial T}}\cdot \log f(E_{i},T)-{\frac {\partial Z}{\partial T}}\cdot f(E_{i},T)\cdot \log f(E_{i},T)}{Z^{2}}}}
{\displaystyle =-k_{B}\sum _{i}{\frac {\partial }{\partial T}}\left({\frac {f(E_{i},T)}{Z}}\right)\cdot \log f(E_{i},T)}
Considerând că
{\displaystyle \left\langle E\right\rangle =\sum _{i}{\frac {f(E_{i},T)}{Z}}\cdot E_{i}}
se obține
{\displaystyle d\left\langle E\right\rangle =\sum _{i}{\frac {\partial }{\partial T}}\left({\frac {f(E_{i},T)}{Z}}\right)\cdot E_{i}\cdot dT}
Din relația termodinamică fundamentală se obține
{\displaystyle -{\frac {dS}{k_{B}}}+{\frac {d\left\langle E\right\rangle }{k_{B}T}}+{\frac {P}{k_{B}T}}dV=0}
Deoarece V a fost menținut constant, când se perturbă T avem
{\displaystyle \sum _{i}{\frac {\partial }{\partial T}}\left({\frac {f(E_{i},T)}{Z}}\right)\cdot \left[\log f(E_{i},T)+{\frac {E_{i}}{k_{B}T}}\right]\cdot dT=0}
Legile fizicii ar trebui să fie universale, adică, ecuația de mai sus trebuie să fie valabilă pentru sisteme arbitrare și singura modalitate de a se întâmpla acest lucru este dacă
{\displaystyle \log f(E_{i},T)+{\frac {E_{i}}{k_{B}T}}=0}
Adică
{\displaystyle f(E_{i},T)=\exp \left(-{\frac {E_{i}}{k_{B}T}}\right)}
S-a arătat că al treilea postulat din formalismul de mai sus poate fi înlocuit cu următorul:
1. La o temperatură infinită, toate microstările au aceeași probabilitate.

Oricum, deducerea matematică va fi mult mai complicată.